# یواس‌اس شیلو (۱۸۶۵)
یواس‌اس شیلو (۱۸۶۵) (به انگلیسی: USS Shiloh (1865)) یک کشتی بود که طول آن ۲۲۵ فوت (۶۹ متر) بود. این کشتی در سال ۱۸۶۵ ساخته شد.